# S10 (cantante)
S10, pseudonimo di Stien den Hollander (Abbekerk, 8 novembre 2000), è una cantautrice e rapper olandese.
Ha rappresentato i Paesi Bassi all'Eurovision Song Contest 2022 con il brano De diepte.

## Biografia
S10 ha firmato il suo primo contratto discografico con l'etichetta hip hop Noah's Ark quando aveva 17 anni. I suoi primi due EP, Antipsychotica e Lithium, prendono il nome da farmaci comunemente prescritti per disturbi mentali, fra i temi principali dei suoi testi.
La rapper ha fatto il suo primo ingresso nella classifica olandese con il suo album di debutto Snowsniper, che nel 2019 ha debuttato alla 65ª posizione. Vlinders, il disco successivo, ha raggiunto il 5º posto. Nell'estate del 2021, una versione remix del singolo Adem je in si è piazzata al 3º posto, diventando il suo primo grande successo in madrepatria.
Nel dicembre 2021 è stato annunciato che l'emittente televisiva olandese AVROTROS l'ha selezionata internamente per rappresentare i Paesi Bassi all'Eurovision Song Contest 2022 a Torino. Il suo brano eurovisivo, De diepte, è stato presentato al Teatro Tuschinski di Amsterdam il 3 marzo 2022 ed è entrato al 2º posto nella classifica olandese, il piazzamento migliore per la cantante. Nel maggio successivo, dopo essersi qualificata dalla prima semifinale, S10 si è esibita nella finale eurovisiva, dove si è piazzata all'11º posto su 25 partecipanti con 171 punti totalizzati. De diepte ha successivamente raggiunto la vetta della classifica olandese.
Il 28 ottobre 2022 è stato pubblicato il terzo album in studio Ik besta voor altijd zolang jij aan mij denkt, contenente i singoli Adem je in, De diepte e Laat me los, quest'ultimo realizzato in collaborazione con i BLØF. All'interno del disco sono presenti altre due collaborazioni: una con Froukje in Nooit meer spijt e una con Mula B nella traccia De eerste dag. L'album ha debuttato al 6º posto nella classifica degli album più venduti nei Paesi Bassi e al 58º in quella delle Fiandre.
Nel 2023 ha raggiunto nuovamente la prima posizione nella classifica olandese con il singolo De leven, realizzato in collaborazione col rapper Kevin. Nel novembre dello stesso anno ha pubblicato i brani Mis e Alsof het weer gister is.
Il 21 marzo 2025 è uscito il quarto album in studio della rapper, Mijn haren ruiken naar vuur, che vede l'ex tastierista dei Bring Me the Horizon, Jordan Fish, alla produzione. Il disco è stato anticipato dall'omonimo singolo, nonché dai brani Have Fun, Weer verliefd e Joanne.

## Discografia
- 2019 – Snowsniper
- 2020 – Vlinders
- 2022 – Ik besta voor altijd zolang jij aan mij denkt
- 2025 – Mijn haren ruiken naar vuur

## Riconoscimenti
Edison Awards
- 2020 – Miglior album alternativo per Snowsniper
- 2023 – Miglior album in lingua olandese per Ik besta voor altijd zolang jij aan mij denkt

#Video Awards
- 2022 – Miglior video musicale per Adem je in

3FM Award
- 2022 – Miglior collaborazione per Onderweg (con Bazart)
- 2023 – Miglior album per Ik besta voor altijd zolang jij aan mij denkt

3voor12 Award
- 2022 – Canzone dell'anno per Zonder gezicht (con Froukje)